# Maria Frieden (Berlin)

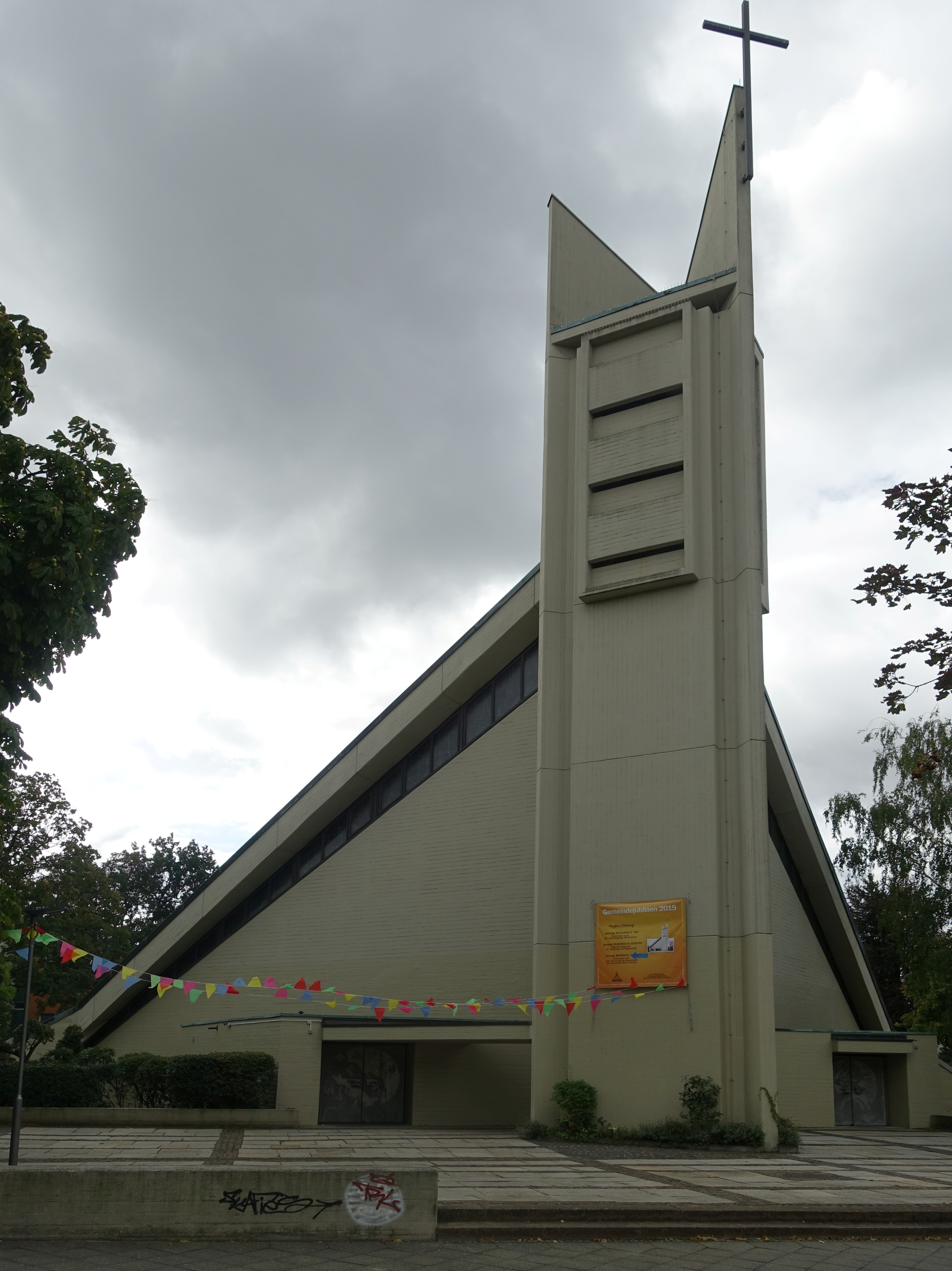
Kirche Maria Frieden

Maria Frieden ist eine römisch-katholische Wallfahrtskirche im Erzbistum Berlin. Sie liegt in der Kaiserstraße im Ortsteil Mariendorf des Berliner Bezirks Tempelhof-Schöneberg.  

## Geschichte

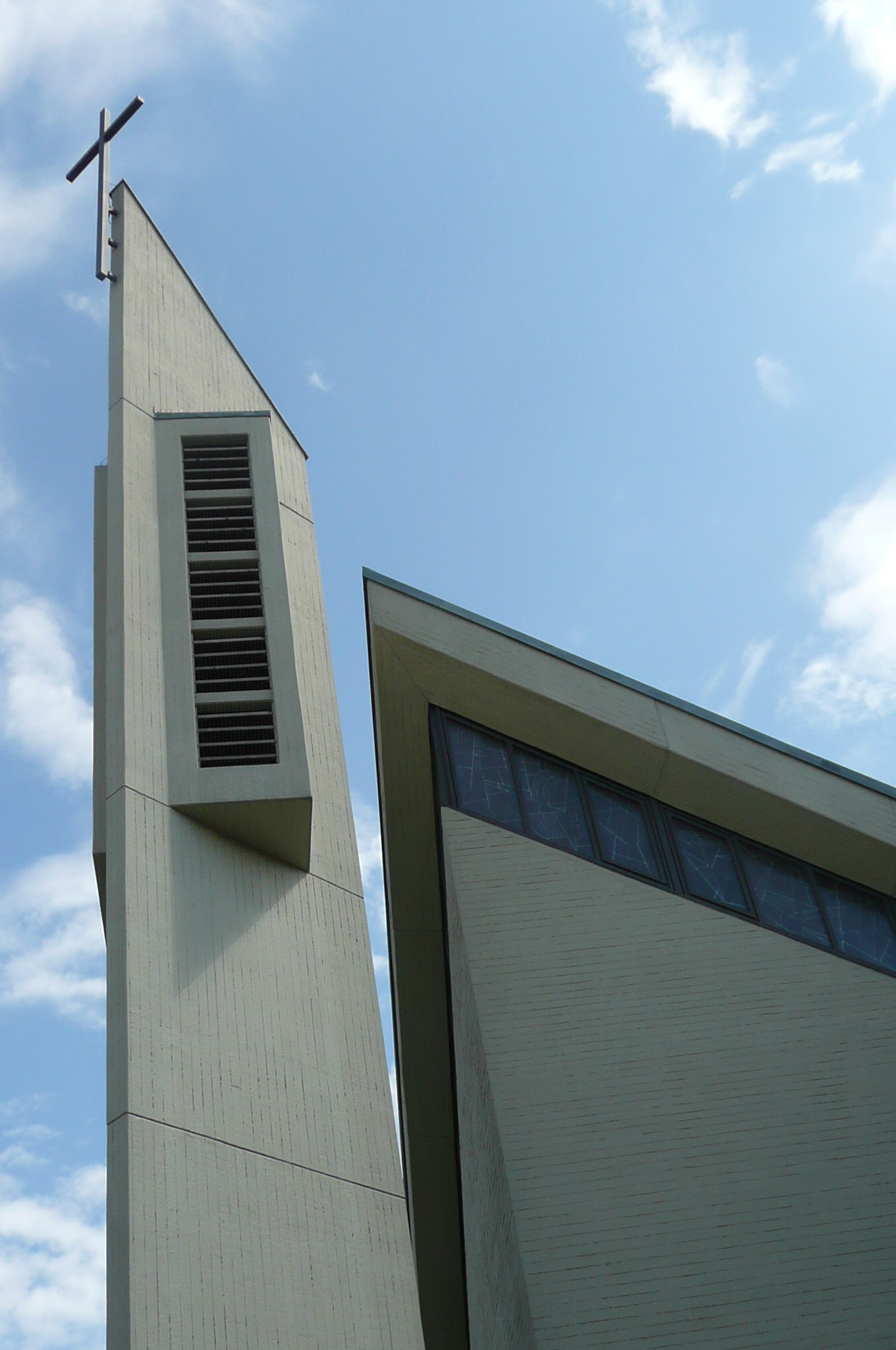
Kirche Maria Frieden

Die Kirchengemeinde besteht seit dem 10. August 1919 mit 2000 Gemeindemitgliedern. Die ersten Gottesdienste wurden in einer Notkapelle, die ursprünglich als Lazarettbaracke erbaut worden war, gefeiert. Mit der Namensgebung Maria Frieden sollte bewusst an die Marienverehrung im benachbarten Ortsteil in Marienfelde angeknüpft werden. Der Kirche wurde der Name Maria, Königin des Friedens verliehen. Mit diesem Namen wurde nicht nur an die traditionelle Marienverehrung seit der Zeit der Templergründung angeknüpft, sondern die junge katholische Gemeinde wollte 1919 mit ihrer Namensgebung unmittelbar an die Beendigung des Ersten Weltkrieges erinnern.
1929 wurde Mariendorf zur Kuratie erhoben. Im Jahr 1934 erfolgte der Bau einer Notkirche, ein bescheidener, in seiner Schlichtheit aber überaus ansprechender Bau nach den Entwürfen des Baumeisters Martin Braunstorfinger. 1940 folgte der Bau des Pfarrhauses, in dem ein Gemeindesaal untergebracht war. Die Kuratie wurde im Jahr 1940 zur Pfarrei erhoben. Der Zweite Weltkrieg hat die Notkirche zum Teil beschädigt, aber nicht zerstört. 1947 wurde die Kirche renoviert.
Die Kindertagesstätte mit Jugendheim wurde nach langer Bauzeit am 10. Februar 1961 eingeweiht.
Die Zahl der Gemeindemitglieder nahm ständig zu, im Jahr 1967 waren es 5060 Gemeindemitglieder, sodass ein weiterer Kirchenneubau notwendig wurde. Im April 1967 erfolgte die Grundsteinlegung eines neuen Kirchenbaues mit 335 Sitzplätzen durch Domkapitular Erich Klausener am 25. Juni 1967 nach den Entwürfen von Architekt Günter Maiwald (1919–1996). Die Weihe fand am 20. April 1969 durch Alfred Kardinal Bengsch statt. Als Übergangslösung fand die Orgel der Notkirche ihre weitere Verwendung im Kirchenneubau. Die alte Notkirche wurde im Jahr 1973 zu einem Gemeindezentrum umgebaut.
Seit dem 1. Januar 2022 bilden die vier ehemaligen Pfarrgemeinden mit ihren Kirchen Herz-Jesu und Judas-Thaddäus in Tempelhof, Maria Frieden in Mariendorf, Salvator in Lichtenrade und St. Theresia vom Kinde Jesu in Buckow eine Großpfarrei, die unter dem Patronat des heiligen Papstes Johannes XXIII. steht.  Die Pfarrei heißt Katholische Kirchengemeinde Pfarrei Hl. Johannes XXIII. Tempelhof-Buckow. Leitender Pfarrer ist Arduino Marra.

## Wallfahrtskirche
Mit dem Auftrag zur bistumsweiten monatlichen Wallfahrt übergab am 7. Januar 1988 Joachim Kardinal Meisner das dreiteilige Bild Madonna vor Stacheldraht und Trümmern mit Paulus und Petrus, das der von den Nazis als „entarteter Künstler“ verfemte Otto Dix (1891–1969) 1945 in französischer Kriegsgefangenschaft gemalt hatte.
Der Senat von Berlin hatte das lange Zeit verloren geglaubte Bild auf Meisners Initiative hin im Jahr 1987 für 650.000 Mark (kaufkraftbereinigt in heutiger Währung: rund 707.000 Euro) erworben und der Kirche als Dauerleihgabe zur Verfügung gestellt. Das Bild (1,11 m × 1,64 m) befindet sich in einem verglasten Gehäuse, das von Paul Brandenburg entworfen wurde, und hat seinen Standort in der Marienkapelle.
Der monatliche Wallfahrtsgottesdienst fand und findet seitdem immer am ersten Donnerstag eines Monats mit wechselnden Geistlichen, darunter Kardinäle, Bischöfe, Äbte, als Wallfahrtsleiter statt. Beispiele sind Kardinal Barbarin aus Lyon, Bischof Scheele aus Würzburg, Bischof Müller aus Görlitz, der Apostolische Nuntius Lajolo, Kardinal Bozanic von Zagreb, sowie Bischöfe und Pfarrer aus Großbritannien und der Tschechischen Republik, Jean-Pierre Batut aus Paris, J.-C. Akenda aus dem Kongo, Bischof Nossol aus Oppeln, der polnische Altbischof von Koszalin, Ignacy Jeż, ein ehemaliger KZ-Häftling von Dachau (1942–1945).

## Pfarrer
Konrad Zipper (* 25. November 1890), der erste Pfarrer der neuen Gemeinde, starb am 27. November 1961 im Alter von 71 Jahren. Die Pfarrgeschäfte verwaltete der Pfarradministrator Ulrich Weidel, bis Alfred Fiebig (1912–1994) am 4. März 1962 als zweiter Pfarrer in sein Amt eingeführt wurde. Seit 1985 war Carl-Heinz Mertz der Pfarrer der Gemeinde Maria Frieden. Am 1. November 2005 folgte als Pfarrer Mathias Laminski. Die Gemeinde hatte zu diesem Zeitpunkt 5875 Mitglieder. Pfarrer Laminski wurde am 11. September 2011 zu seiner weiteren Tätigkeit in Brasilien verabschiedet. Am Abend desselben Tages wurde der Gemeinde mit Verlesung einer Urkunde der in Indonesien geborene Kaplan Vinsensius Nana Ekayana Visca als Pfarradministrator durch den Dekan vorgestellt. Sein Nachfolger im Amt des Pfarradministrators wurde per Dekret des Erzbischofs Heiner Koch am 1. Oktober 2018 Pfarrer Ladislao Jareño Alarcón.

## Inneneinrichtung

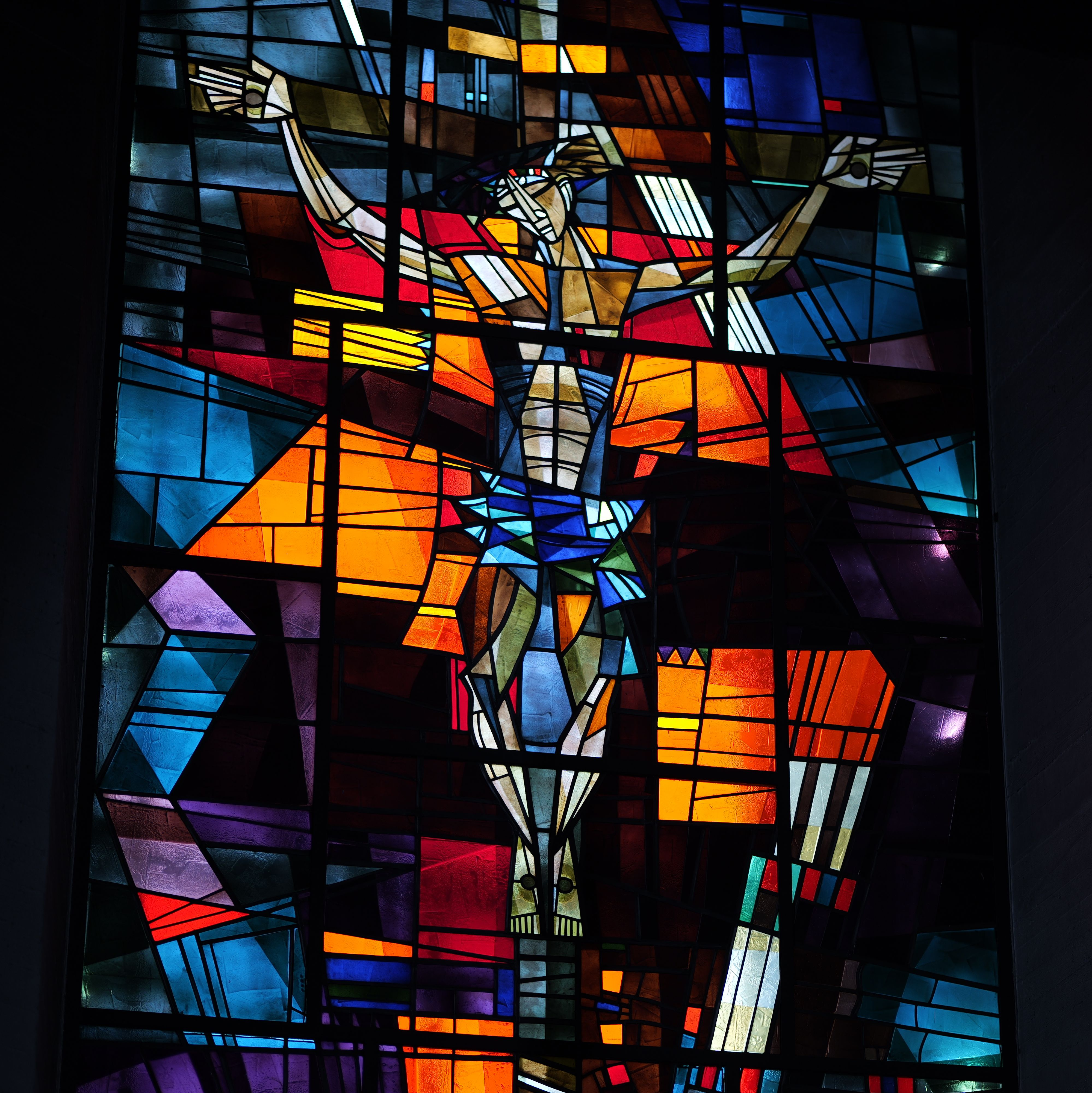
Ausschnitt des zentralen Buntglasfensters im Altarraum mit Darstellung Christi am Kreuz

Der aus weißem, griechischem Marmor bestehende Altar, der in der Form an ein zur Schlachtung vorbereitetes Lamm erinnern soll sowie der Tabernakel und die Seitenflächen des Ambo aus Aluminium wurden von dem Bildhauer Paul Brandenburg aus Berlin gestaltet.
Aus der alten Notkirche wurden der Kreuzweg und die Orgel übernommen, die erst im Jahr 1979 durch eine neue ersetzt worden ist. Die 14 Tafeln des Kreuzweges enthalten aus Kunststein gegossene Reliefs, die in ihrer illustrativen Klarheit und Schlichtheit jede für sich monumental wirken.
Die bronzene Marienstatue im Juli 1970 von Gemeindemitgliedern gespendet, ist eine Arbeit von Werner Gailis von der Kunsthochschule Berlin. Die Statue stellt Maria als Mittlerin des Friedens dar, die auf das himmlische Jerusalem, Sinnbild ewigen Friedens hinweist. Die aus Aluminium gegossenen Kirchenportalplatten mit der Thematik „Maria Frieden“ wurden vom Künstler Paul Corazolla gestaltet. Die Statue des Heiligen Antonius von Padua, die am 30. April 1972 aufgestellt worden ist, ist ebenfalls eine Arbeit von Werner Gailis.
Die vom Berliner Kunstmaler Paul Ohnsorge entworfenen, kostbaren Fenster geben dem Kirchraum Farbe und Licht. Im Zentrum steht über dem Altar ein Motiv der Kreuzigung Jesu Christi.

## Geläut
Zu dem neuen Kirchbau gehörte 1969 auch der auf dreiseitigem Grundriss sich erhebende Campanile mit drei Bronzeglocken. Die rechteckige Glockenstube zeigt an zwei Seiten aus der Fläche ragende Schallöffnungen. Die drei Glocken aus Bronze wurden 1968 von der Glockengießerei Rudolf Perner in Passau gegossen. Die Geläutedisposition besteht aus den drei Anfangstönen vom Te Deum:
| Schlagton | Gewicht (kg) | Durchmesser (cm) | Höhe (cm) | Krone (cm) | Signet in der Flanke |
| --------- | ------------ | ---------------- | --------- | ---------- | -------------------- |
| d'        | 1270         | 145              | 112       | 33         | MARIA                |
| f'        | 0995         | 120              | 095       | 28         | HEILIGE FAMILIE      |
| g'        | 0704         | 107              | 083       | 19         | PIETA                |

## Orgel
Die Klais-Orgel stammt von 1979 und ist bei 34 Registern und Rückpositiv auf drei Manualen wie folgt disponiert:
| I Rückpositiv C–g3 |        |
| Holzgedackt        | 8′     |
| Rohrflöte          | 4′     |
| Quinte             | 2 ⁄3′  |
| Principal          | 2′     |
| Terz               | 1 3⁄5′ |
| Octave             | 1′     |
| Vox humana         | 8′     |
|                    |        |
| Tremulant          |        |

| II Hauptwerk C–g3 |        |
| Bourdon           | 16′    |
| Principal         | 08′    |
| Rohrflöte         | 08′    |
| Octave            | 04′    |
| Hohlflöte         | 04′    |
| Superoctave       | 02′    |
| Larigot           | 01 ⁄3′ |
| Mixtur IV         | 01 ⁄3′ |
| Trompete          | 08′    |
| Clairon           | 04′    |

| III Schwellwerk C–g3 |          |
| Flute harmonique     | 08′      |
| Gamba                | 08′      |
| Vox coelestis        | 08′ ab B |
| Fugara               | 04′      |
| Flute douce          | 04′      |
| Flageolett           | 02′      |
| Sesquialter II       | 02 ⁄3′   |
| Scharff IV           | 02⁄3′    |
| Basson/Hautbois      | 16′      |
| Cromorne             | 08′      |
|                      |          |
| Tremulant            |          |

| Pedal C–f1    |        |
| Subbass       | 16′    |
| Octave        | 08′    |
| Spielflöte    | 08′    |
| Tenoroctave   | 04′    |
| Hintersatz IV | 02 ⁄3′ |
| Bombarde      | 16′    |
| Posaune       | 08′    |

- Schleifladen . Mechanische Spieltraktur
- elektrische Registertraktur
- mechanische Koppeln:  I/II; III/II; I/P; II/P; III/P
- fünf  Generalsetzer
- General-Null
- Tutti

Erbauer: Johannes Klais, Orgelbau, Bonn;
Disposition: Hans Gerd Klais, Eckhard von Garnier, Michael Streckenbach;
Mensuren: Hans Gerd Klais;
Intonation: Theo Eimermacher;
Projektgestaltung: Josef Schäfer in Zusammenarbeit mit Eckhard von Garnier, Michael Streckenbach und Günter Maiwald.
Die Kirche erhielt diese Orgel zum 60. Jahrestag am 30. September 1979.